# Владислав (Болгарія)
Владисла́в (болг. Владислав) — село у Великотирновській області Болгарії. Входить до складу общини Стражиця.

## Населення
За даними перепису населення 2011 року у селі проживала 261 особа.
Національний склад населення села:
| Національність   | Кількість осіб | Відсоток |
| ---------------- | -------------- | -------- |
| болгари          | 172            | 78,9%    |
| турки            | 38             | 17,4%    |
| цигани           | 0              | 0%       |
| інша             | 0              | 0%       |
| не визначились   | 8              | 3,7%     |
| Всього відповіли | 218            |          |

Розподіл населення за віком у 2011 році:
Динаміка населення: